# Itzac
Itzac (okzitanisch: Itsac) ist eine französische Gemeinde mit 178 Einwohnern (Stand: 1. Januar 2022) im Département Tarn in der Region Okzitanien. Sie gehört zum Arrondissement Albi und ist Mitglied im Gemeindeverband Gaillac Graulhet Agglomération. Die Einwohner werden Itzacois und Itzacoises genannt.

## Geografie
Itzac liegt in der Région naturelle Gaillacois, etwa 40 Kilometer östlich von Montauban. Das Gebiet der Gemeinde wird vom Ruisseau de Vervère, dem Ruisseau de Duéze und einem weiteren Bach entwässert.
Ein Teil des Gemeindegebiets gehört zu dem Naturschutzgebiet „Forêt de Grésigne et environs“ im Rahmen des Natura 2000-Netzwerks.
Umgeben wird Itzac von den Nachbargemeinden Tonnac im Norden, Vindrac-Alayrac im Osten und Nordosten, Loubers im Osten, Alos im Südosten, Campagnac im Süden sowie Vaour im Westen und Nordwesten.

## Bevölkerungsentwicklung
| Jahr                       | 1962 | 1968 | 1975 | 1982 | 1990 | 1999 | 2006 | 2017 |
| -------------------------- | ---- | ---- | ---- | ---- | ---- | ---- | ---- | ---- |
| Einwohner                  | 121  | 125  | 127  | 106  | 98   | 111  | 127  | 152  |
| Quellen: Cassini und INSEE |      |      |      |      |      |      |      |      |

## Sehenswürdigkeiten
- Kirche Notre-Dame